# تئودور سالپاروف
تئودور سالپاروف (به بلغاری: Теодор Салпаров) (زاده ۱۶ اوت ۱۹۸۲) بازیکن والیبال اهل بلغارستان و عضو تیم ملی والیبال بلغارستان و باشگاه لیون است.
تئودور به عنوان یکی از بهترین لیبروهای دهه اخیر اروپا محسوب میشود و از سال ۱۹۹۹ تا به حال عضو تیم ملی بلغارستان است. سالپاروف سابقه بازی در تیم های زسکا رویال صوفیه، لوکا مسکو، زسکا صوفیه، گازپروم، دینامو مسکو، گالاتاسرای را در کارنامه خود دارد.